# املجفة

تعديل مصدري - تعديل

املجفه هي إحدى قرى عزلة  الوضيع بمديرية الوضيع التابعة لمحافظة أبين، بلغ تعداد سكانها 567 نسمة حسب تعداد اليمن لعام 2004.